# 손문기념관

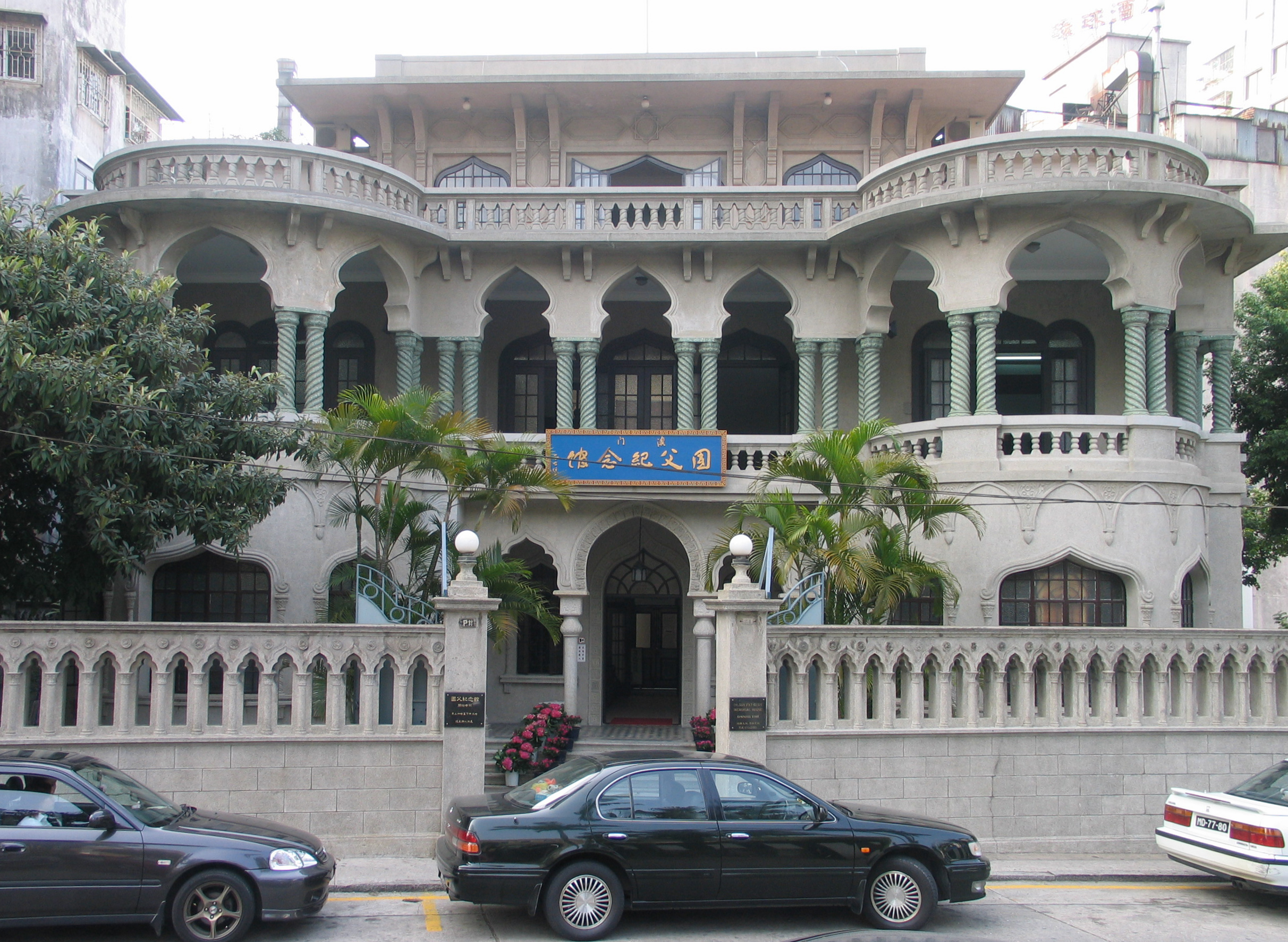

손문기념관(Sun Yat Sen Memorial House), 손문국부기념관(중국어: 澳門國父紀念館)은 중국 마카오 상라자루 당구에 위치한 박물관이다.
중국민국을 세운 신해혁명의 지도자이자 중국 삼민주의의 창시자인 쑨원(孫文)이 1890년대에 마카오에서 의술을 펼치고 있었을 때 살던 집으로 현재는 기념관으로 개방되어 있다. 원래 쑨원이 살았던 집은 옆에 있었으나 폭발사고로 파괴되었고, 그후 그의 아들이 1918년 아버지를 기념하기 위해 건립했다. 북아프리카 건축양식의 일종인 무어식으로 지어진 3층 건물 안에는 쑨원의 동상과 많은 사진, 문헌 등과 장제스의 초기 사진이 전시되어 있다.

## 같이 보기
- 손중산남양기념관
- 중산릉